# Лицей Фенелона
Лицей Фенелона (фр. lycée Fénelon) — первый парижский лицей, дающий высшее образование представительницам женского пола.

## Общая характеристика
Открыт в 1892 году как подготовительная школа для поступающих в Эколь Нормаль. Расположен в особняке XVIII века на улице Эперон в Латинском квартале (станции метро Одеон и Сен-Мишель). Носит имя писателя, мыслителя, педагога Франсуа Фенелона. С 1970-х годов в него могут поступать как девочки, так и мальчики. Одновременно в Лицее занимаются около 1200 учеников.
Среди преподавателей лицея была Симона де Бовуар.

## Известные выпускники
- Луиза Буржуа
- Симона Вейль
- Луи Гаррель
- Ассия Джебар
- принцесса Каролина (и её дочь Шарлотта)
- Мариз Конде
- Джонатан Литтел
- Кьяра Мастроянни
- Виолетта Нозьер, убийца собственных родителей, героиня знаменитого судебного процесса (1934)
- Доминик Ори
- Оливье Пи
- Натали Саррот (позднее описала лицей в автобиографической книге Детство, 1983)
- Жюльетта Бенцони
- Тимоте де Фомбель